# Ludwig Georg Winter

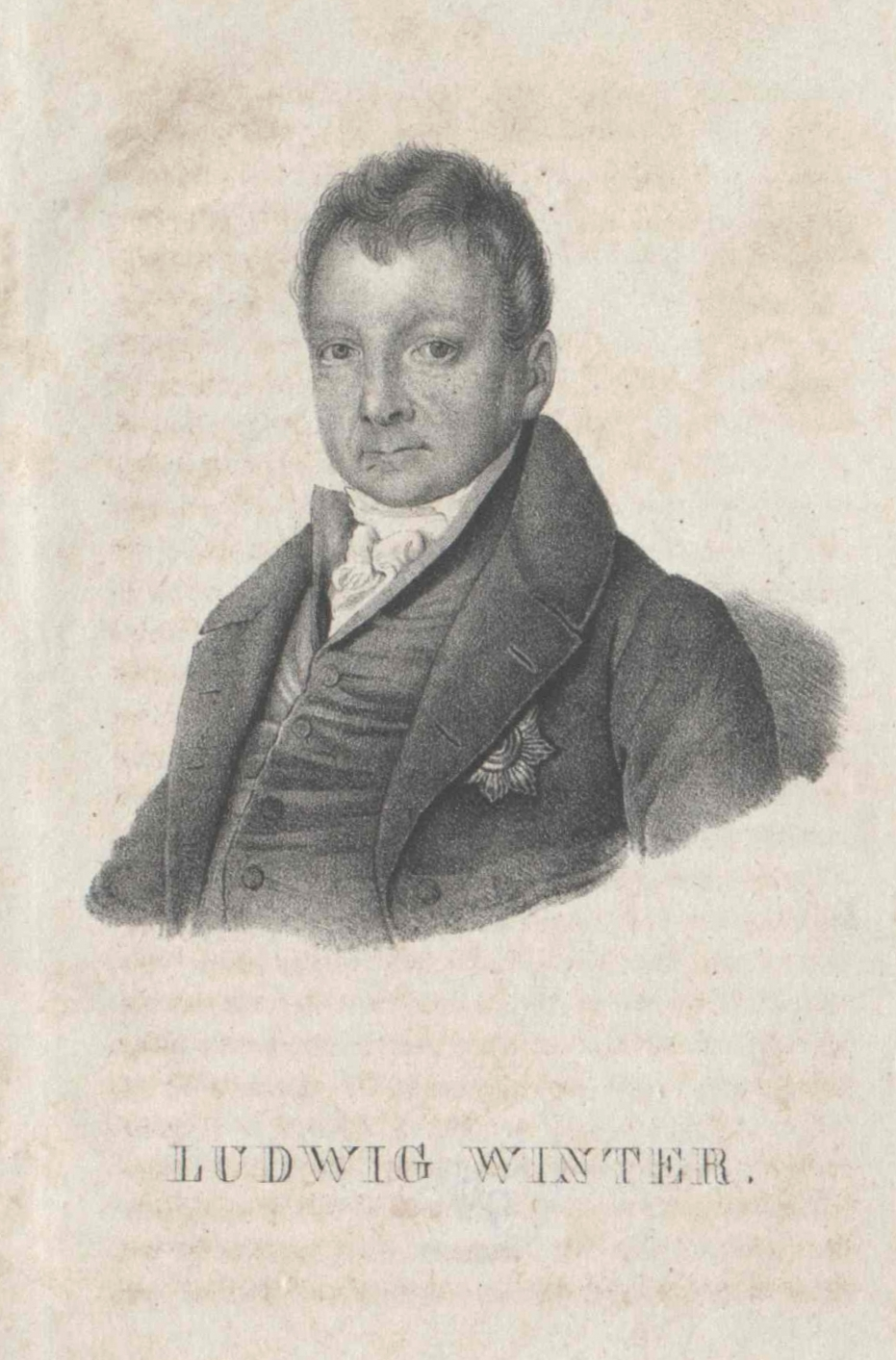
Ludwig Winter

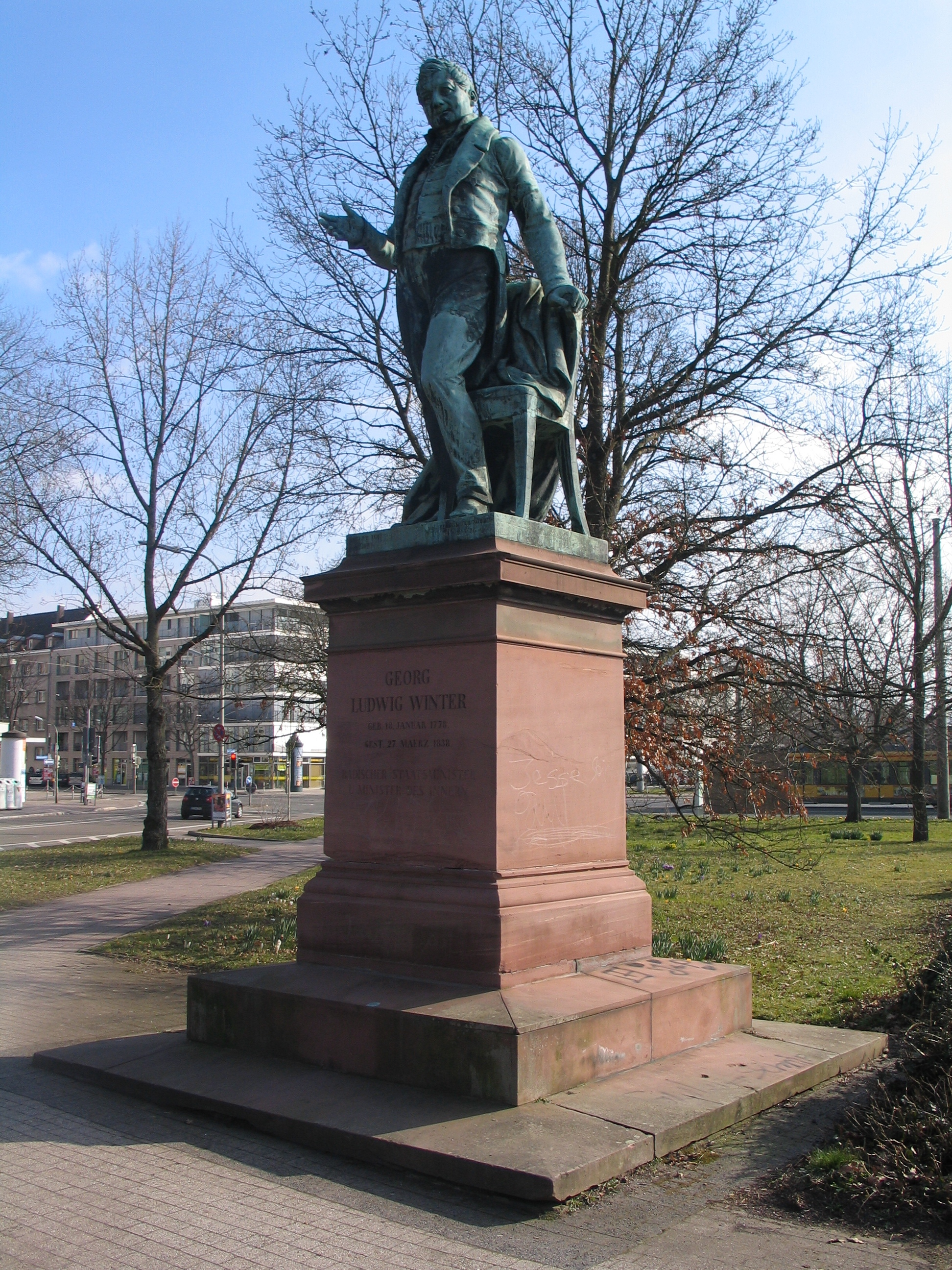
Statue in Karlsruhe

Ludwig Georg Winter (* 18. Januar 1778 in Elzach-Prechtal; † 27. März 1838 in Karlsruhe) war ein badischer Politiker.

## Leben
1815 trat er als Ministerialrat in das badische Innenministerium ein. 1830 wurde er Innenminister des Großherzogtums, von 1833 bis 1838 leitete er als Staatsminister die badischen Regierungsgeschäfte.
Er war die treibende Kraft hinter den frühen liberalen wirtschaftlichen und politischen Reformen in Baden, die das Land als „Musterland“ der politischen Ordnung im Deutschland des frühen 19. Jahrhunderts qualifizierten. Hierzu zählen die Gewerbefreiheit, die Öffentlichkeit der Geschworenengerichte, die Abschaffung des Zehnten (1822) sowie die badische Gemeindeordnung und die Gesetze zur Pressefreiheit (1831). Er setzte sich für die Förderung der Infrastruktur ein, so für die Rheinkorrektur, den Ausbau des Mannheimer Hafens und des Straßennetzes sowie den Bau des Eisenbahnnetzes.
1830 wurde Ludwig Georg Winter das Großkreuz des Zähringer Löwen-Ordens verliehen.
Winter starb am 27. März 1838 an einem Schlaganfall. Am Vortag hatte er feierlich den außerordentlichen Landtag geschlossen, auf dem der Bau der Badischen Hauptbahn beschlossen worden war.
Im Jahr 1855 wurde am Ettlinger-Tor-Platz (damaliger Ort des Hauptbahnhofes) ein Denkmal von Franz Xaver Reich (Figur) und Friedrich Theodor Fischer (Sockel) für Winter errichtet. Es befindet sich seit 1964 im Beiertheimer Wäldchen.

## Ehe und Nachkommen
Winter war der Schwager des liberalen badischen Innenministers Karl Friedrich Nebenius, mit dem er politisch eng zusammenarbeitete. Er heiratete Nebenius’ Schwester Adelheid Franziska Wilhelmine Nebenius (* 24. August 1798 in Malsberg; † 1870 in Karlsruhe). Beide hatten eine Tochter, Adelheid, die sich mit General Christian Götz vermählte.